# Фаталчина (Модена)
Фаталчина је насеље у Италији у округу Модена, региону Емилија-Ромања.
Према процени из 2011. у насељу је живело 2 становника. Насеље се налази на надморској висини од 1177 м.